# Sigvard Bernadotte
Sigvard Oscar Fredrik Bernadotte, greve af Wisborg (født 7. juni 1907, død 4. februar 2002) var født prins af Sverige og designer. Han var søn af kong Gustav VI Adolf og hans hustru Margareta af Connaught.

## Titler
Sigvard Bernadotte mistede sin medfødte prinsetitel, da han i 1934 giftede sig med den ikke-kongelige tysker Erica Patzek. Herefter antog han den svenske kongeslægts navn Bernadotte som efternavn.
I 1951 udnævnte storhertuginde Charlotte af Luxembourg - faderens grandkusine - ham til greve af Wisborg.
Fra 1983 kaldte Sigvard Bernadotte sig igen for prins. Kong Carl 16. Gustav af Sverige - Bernadottes nevø - ville ikke anerkende prinsetitlen, og Bernadotte klagede derfor til Den Europæiske Menneskerettighedsdomstol. To år efter Sigvard Bernadottes død gav domstolen kongen medhold.

### Liste over titler
- 1907-1934: Hans Kongelige Højhed Prins Sigvard, Sveriges Arvefyrste, Hertug af Uppland
- 1934-1951: Hr. Sigvard Bernadotte
- 1951-2002: Sigvard Bernadotte, greve af Wisborg (tilhørte den ikke-introducerede adel)

## Designer
I 1930 indledte Sigvard Bernadotte et samarbejde med Georg Jensen Sølvsmedie, hvor han tegnede en række korpusarbejder - dels klassiske og dels funktionalistiske. Samarbejdet varede indtil 1980.
Sammen med den danske designer Acton Bjørn oprettede Sigvard Bernadotte Skandinaviens første tegnestue for industriel design. På tegnestuen stod han blandt andet bag designet til Margretheskålen, der er opkaldt efter hans niece, prinsesse Margrethe, der blev dronning af Danmark.
Efter 1964 arbejdede Bernadotte som freelance designer.

## Ægteskaber
Fra 1934 til 1943 var Sigvard Bernadotte gift med Erika Maria Regina Rosalie Patzek (1911-2007).
Fra 1943 til 1961 var han gift med den danskfødte Sonja Christensen Robbert (1909–2004), datter af Robert Alexander Christensen Robbert og Ebba Elisabeth Svenson. Sonja var grevinde af Wisborg fra 1951 til 1961. Deres søn, Michael Bernadotte, greve af Wisborg, blev født i København i 1944.
Fra 1961 til 2002 var han gift med skuespillerinden Marianne Lindberg (født 1924 i Helsingborg). Parret havde mødt hinanden i Båstad.

## Hæder
Sigvard Bernadotte modtog Elefantordenen i 1952.